# TW Piscis Austrini

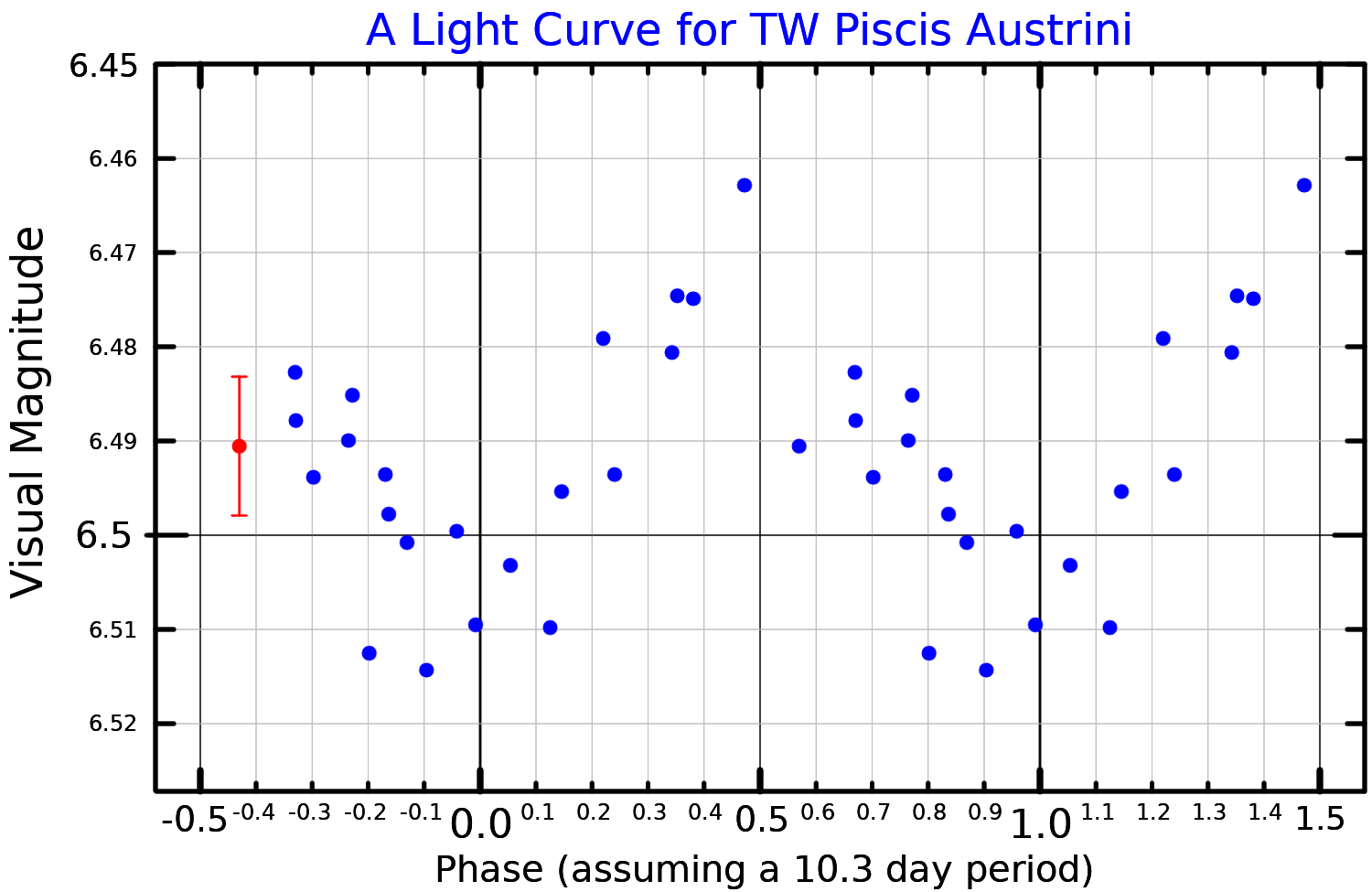
Lichtkromme van TW PsA

TW Piscis Austrini (Fomalhaut B) is een oranje dwerg in het sterrenbeeld Zuidervis op 24,81 lichtjaar van de zon. De ster vormt samen met Fomalhaut en Fomalhaut C de dubbelster Fomalhaut.